# Medovka
Medovka (en arménien Մեդովկա) est une communauté rurale du marz de Lorri en Arménie. Comprenant en outre la localité de Kruglaya shishka, elle compte 409 habitants en 2008.